# Ness Ziona
Ness Ziona (Ebraico: נס ציונה) è una città del Distretto Centrale di Israele. Alla fine del 2004 la popolazione era di 27.800 abitanti.

## Storia
Ness Ziona è stata fondata nel 1883. Il suo nome deriva da un versetto del Geremia (4,6).

## Popolazione
Secondo la CBS, nel 2001 la città era composta per il 99,6% da ebrei ed altre etnie non arabe, senza quindi una significativa componente araba; sempre nel 2001 vi erano 12.400 maschi e 12.900 femmine. la popolazione della città era costituita da un 32,5% di abitanti che non superavano i 19 anni, un 16,6% tra i 20 e i 29, 18,9% tra i 30 e i 44, 18,8% da 45 a 59 anni, 3,0% dai 60 ai 64, e un 10,2% dai 65 anni in su. Il tasso di crescita della popolazione nel 2001 era pari al 2,8%.

## Istruzione
Nella città vi sono 5.019 studenti e 13 scuole; di queste, 10 sono le scuole elementari, frequentate da 2.821 studenti, e 4 sono le scuole superiori con 2.198 studenti.

## Amministrazione

### Gemellaggi
Ness Ziona ha stretto diversi gemellaggi:
- Alatri
- Freiberg
- Solingen
- Le Grand-Quevilly
- Qingdao